# سحر عبد الحميد
سحر عبد الحميد ممثلة مصرية ظهرت في أواخر الثمانينات في التلفزيون وأحياناً في السينما  وبلغ عدد أعمالها أكثر من 120 وأغلبها أدور كوميدية، وهي والدة الإعلامية والممثلة ندى رحمي.

## أشهر أعمالها
مسلسل «يوميات ونيس» الجزء الخامس للمخرج أحمد بدر الدين عام 1998.
البرنامج الكوميدي «سيت كوم - كان كده بقي كده» للمخرج إبراهيم السيد عام 2009.
فيلم «قلب أسود» للمخرج وائل عبد القادر عام 2018.
مسلسل «صد رد» للمخرج هشام فتحي عام 2016.
فيلم «عسكر في المعسكر» للمخرج محمد ياسين عام 2003.